# Santo Crucifixo (Santo Antão)
Santo Crucifixo é uma freguesia de Cabo Verde. Pertence ao concelho de Ribeira Grande e à ilha de Santo Antão. A sua área coincide com a Paróquia de Santo Crucifixo.

## Estabelecimentos
- Boca de Ambas Ribeiras
- Boca de Coruja
- Boca de João Afonso
- Caibros
- Chã de Pedras
- Coculi
- Corda
- Figueiral
- João Afonso
- Lagoa
- Lombo de Santa
- Ribeirão